# Pavel Budínský
Pavel Budínský (Jičín, 15 febbraio 1974) è un ex cestista e allenatore di pallacanestro ceco.

## Carriera
Dal 2010 al 2013 ha allenato la Nazionale di pallacanestro della Repubblica Ceca.